# Biblioteka Królewska w Kopenhadze
Biblioteka Królewska w Kopenhadze (duń. Det Kongelige Bibliotek) – biblioteka narodowa Danii, jedna z największych bibliotek w Europie. Od 1989 pełni również funkcję biblioteki uniwersyteckiej Uniwersytetu w Kopenhadze. Znajduje się w ogrodach królewskich na terenie dawnego kanału portowego.

## Historia
Biblioteka została założona w 1648 przez Fryderyka III, który słynął z zamiłowania do ksiąg. Zebrał on okazałą kolekcję, składającą się w znacznej części z literatury obcej, zwłaszcza romańskiej. Pod koniec życia króla, biblioteka liczyła już 20 000 pozycji, w tym 3677 rękopisów.

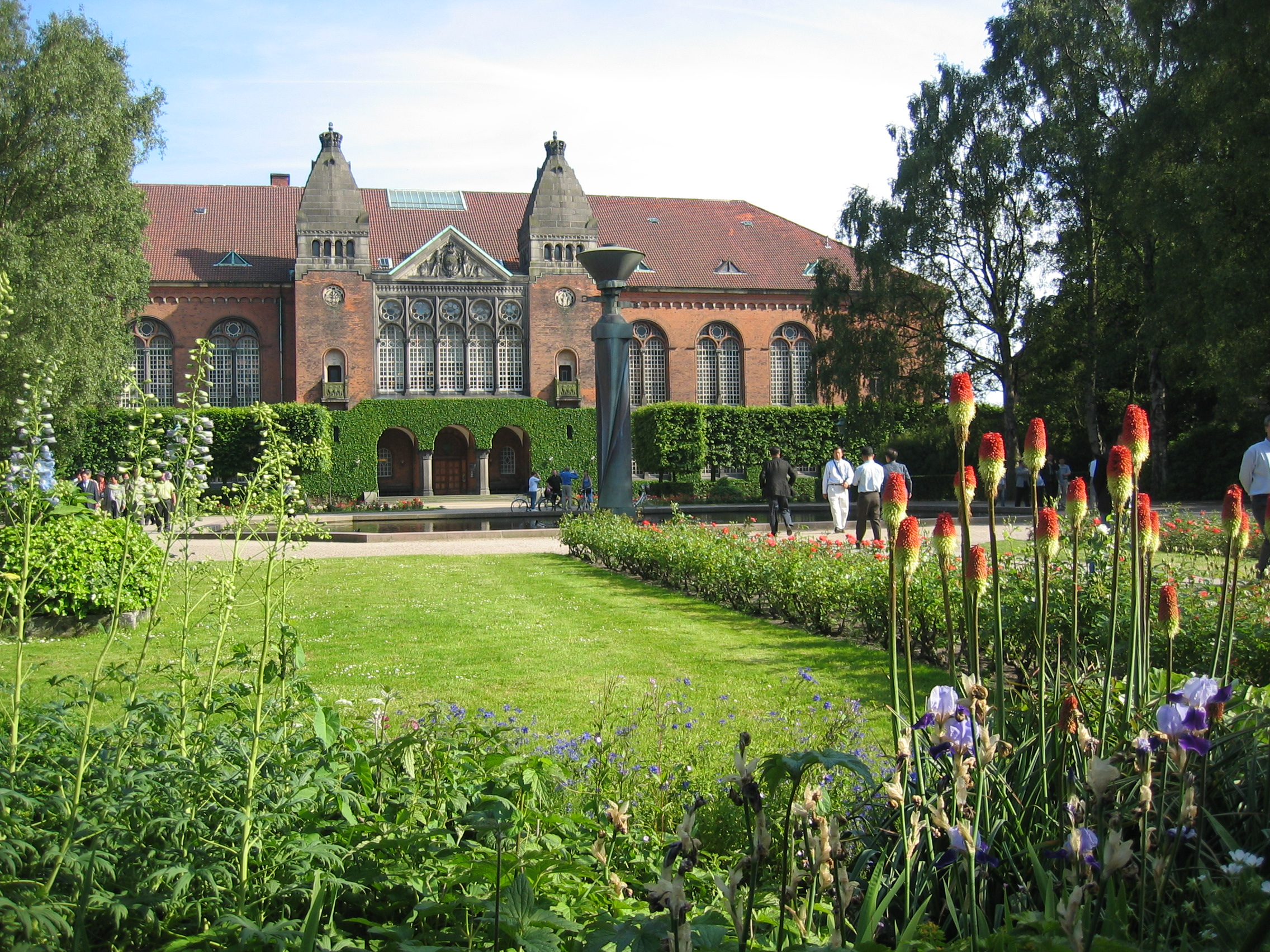
Biblioteka od strony ogrodu

Następcy władcy także dbali o rozwój biblioteki. W 1697 otrzymała ona bezpłatny egzemplarz obowiązkowy z decyzji Chrystiana V. Jednak lata świetności książnicy przypadają na okres panowania Chrystiana VII, z racji licznych, drogocennych darów np. druków dotyczących Marcina Lutra i reformacji ofiarowanych przez hrabiego J.L. Holsteina-Ledreborga oraz zbiorów historyka P.F. Suhma, składających się z około 100 000 pozycji.
Pod koniec XVIII w. biblioteka cieszyła się dużą popularnością. Korzystali z niej duńscy uczeni oraz przedstawiciele dworu królewskiego. W 1793 udostępniono zbiory dla szerszego grona społeczeństwa, a w 1848 nadano jej oficjalny status biblioteki publicznej.
Dzisiaj biblioteka dąży do zgromadzenia wszystkich publikacji, które zostały wydane lub wydrukowane na terenie Danii. W jej zbiorach można znaleźć: książki, artykuły, czasopisma, fotografie, listy, manuskrypty, kolekcje w języku hebrajskim, mapy, a także skrypty teatralne. Znajdują się tam również bezcenne rękopisy najpopularniejszych twórców skandynawskich, a mianowicie Karen Blixen, Hansa Christiana Andersena, czy też Sørena Kierkegaarda.
Poza biblioteką, w budynkach mieszczą się również inne instytucje kultury m.in. Narodowe Muzeum Fotograficzne, sala koncertowa oraz galeria z tematycznymi wystawami.

## Czarny Diament
W 1999 odbyło się uroczyste otwarcie nowego gmachu biblioteki na wyspie Slotsholmen. Zwycięzcą konkursu na jego projekt został zespół architektów: Marten Schmidt, Bjame Hammer, John E. Lassen. Budynek znany jest dziś jako Den Sorte Diamant (Czarny Diament), ze względu na użycie szlifowanego granitu do obłożenia trzech zewnętrznych stron konstrukcji budynku. Jednakże dzięki przeszkleniu prawie całego parteru, budowla nie jest przytłaczająca, a nawet z pewnej odległości wydaje się, iż unosi się nad ziemią. Czarny Diament ma 8 poziomów, z czego 5 należy do Biblioteki (C-G). W pomieszczeniach znajdują się czytelnie – ogólne i specjalne oraz siedziby administracji.